# Arrondissement Castres
Das Arrondissement Castres ist eine Verwaltungseinheit im französischen Département Tarn innerhalb der Region Okzitanien. Hauptort (Sitz der Unterpräfektur) ist Castres.
Im Arrondissement liegen 13 Wahlkreise (Kantone) und 151 Gemeinden.

## Wahlkreise
- Kanton Castres-1
- Kanton Castres-2
- Kanton Castres-3
- Kanton Graulhet
- Kanton Le Haut Dadou (mit vier von 30 Gemeinden)
- Kanton Les Hautes Terres d’Oc
- Kanton Lavaur Cocagne
- Kanton Mazamet-1
- Kanton Mazamet-2 Vallée du Thoré
- Kanton La Montagne noire
- Kanton Le Pastel
- Kanton Plaine de l’Agoût
- Kanton Les Portes du Tarn (mit acht von zehn Gemeinden)

## Gemeinden
Die Gemeinden des Arrondissements Castres sind:
| 1. Aguts (81001)                     | 2. Aiguefonde (81002)                | 3. Albine (81005)                    | 4. Algans (81006)                         |
| 5. Ambres (81011)                    | 6. Anglès (81014)                    | 7. Appelle (81015)                   | 8. Arfons (81016)                         |
| 9. Arifat (81017)                    | 10. Aussillon (81021)                | 11. Bannières (81022)                | 12. Barre (81023)                         |
| 13. Belcastel (81025)                | 14. Belleserre (81027)               | 15. Berlats (81028)                  | 16. Bertre (81030)                        |
| 17. Blan (81032)                     | 18. Boissezon (81034)                | 19. Bout-du-Pont-de-Larn (81036)     | 20. Brassac (81037)                       |
| 21. Briatexte (81039)                | 22. Brousse (81040)                  | 23. Burlats (81042)                  | 24. Busque (81043)                        |
| 25. Cabanès (81044)                  | 26. Cahuzac (81049)                  | 27. Cambon-lès-Lavaur (81050)        | 28. Cambounès (81053)                     |
| 29. Cambounet-sur-le-Sor (81054)     | 30. Carbes (81058)                   | 31. Castres (81065)                  | 32. Caucalières (81066)                   |
| 33. Cuq (81075)                      | 34. Cuq-Toulza (81076)               | 35. Damiatte (81078)                 | 36. Dourgne (81081)                       |
| 37. Durfort (81083)                  | 38. Escoussens (81084)               | 39. Escroux (81085)                  | 40. Espérausses (81086)                   |
| 41. Fiac (81092)                     | 42. Fontrieu (81062)                 | 43. Fréjeville (81098)               | 44. Garrevaques (81100)                   |
| 45. Garrigues (81102)                | 46. Gijounet (81103)                 | 47. Giroussens (81104)               | 48. Graulhet (81105)                      |
| 49. Guitalens-L’Albarède (81132)     | 50. Jonquières (81109)               | 51. Labastide-Rouairoux (81115)      | 52. Labastide-Saint-Georges (81116)       |
| 53. Laboulbène (81118)               | 54. Labruguière (81120)              | 55. Lacabarède (81121)               | 56. Lacaune (81124)                       |
| 57. Lacaze (81125)                   | 58. Lacougotte-Cadoul (81126)        | 59. Lacroisille (81127)              | 60. Lacrouzette (81128)                   |
| 61. Lagardiolle (81129)              | 62. Lagarrigue (81130)               | 63. Lamontélarié (81134)             | 64. Lasfaillades (81137)                  |
| 65. Lautrec (81139)                  | 66. Lavaur (81140)                   | 67. Le Bez (81031)                   | 68. Le Masnau-Massuguiès (81158)          |
| 69. Le Rialet (81223)                | 70. Le Vintrou (81321)               | 71. Lempaut (81142)                  | 72. Les Cammazes (81055)                  |
| 73. Lescout (81143)                  | 74. Lugan (81150)                    | 75. Magrin (81151)                   | 76. Marzens (81157)                       |
| 77. Massac-Séran (81159)             | 78. Massaguel (81160)                | 79. Maurens-Scopont (81162)          | 80. Mazamet (81163)                       |
| 81. Missècle (81169)                 | 82. Montcabrier (81173)              | 83. Montdragon (81174)               | 84. Montfa (81177)                        |
| 85. Montgey (81179)                  | 86. Montpinier (81181)               | 87. Montredon-Labessonnié (81182)    | 88. Mont-Roc (81183)                      |
| 89. Moulayrès (81187)                | 90. Moulin-Mage (81188)              | 91. Mouzens (81189)                  | 92. Murat-sur-Vèbre (81192)               |
| 93. Nages (81193)                    | 94. Navès (81195)                    | 95. Noailhac (81196)                 | 96. Palleville (81200)                    |
| 97. Payrin-Augmontel (81204)         | 98. Péchaudier (81205)               | 99. Peyregoux (81207)                | 100. Pont-de-Larn (81209)                 |
| 101. Poudis (81210)                  | 102. Prades (81212)                  | 103. Pratviel (81213)                | 104. Puéchoursi (81214)                   |
| 105. Puybegon (81215)                | 106. Puycalvel (81216)               | 107. Puylaurens (81219)              | 108. Rayssac (81221)                      |
| 109. Roquecourbe (81227)             | 110. Roquevidal (81229)              | 111. Rouairoux (81231)               | 112. Saint-Affrique-les-Montagnes (81235) |
| 113. Saint-Agnan (81236)             | 114. Saint-Amancet (81237)           | 115. Saint-Amans-Soult (81238)       | 116. Saint-Amans-Valtoret (81239)         |
| 117. Saint-Avit (81242)              | 118. Saint-Gauzens (81248)           | 119. Saint-Genest-de-Contest (81250) | 120. Saint-Germain-des-Prés (81251)       |
| 121. Saint-Germier (81252)           | 122. Saint-Jean-de-Rives (81255)     | 123. Saint-Jean-de-Vals (81256)      | 124. Saint-Julien-du-Puy (81258)          |
| 125. Saint-Lieux-lès-Lavaur (81261)  | 126. Saint-Paul-Cap-de-Joux (81266)  | 127. Saint-Pierre-de-Trivisy (81267) | 128. Saint-Salvi-de-Carcavès (81268)      |
| 129. Saint-Salvy-de-la-Balme (81269) | 130. Saint-Sernin-lès-Lavaur (81270) | 131. Saint-Sulpice-la-Pointe (81271) | 132. Saïx (81273)                         |
| 133. Sauveterre (81278)              | 134. Sémalens (81281)                | 135. Senaux (81282)                  | 136. Serviès (81286)                      |
| 137. Sorèze (81288)                  | 138. Soual (81289)                   | 139. Teulat (81298)                  | 140. Teyssode (81299)                     |
| 141. Vabre (81305)                   | 142. Valdurenque (81307)             | 143. Veilhes (81310)                 | 144. Vénès (81311)                        |
| 145. Verdalle (81312)                | 146. Viane (81314)                   | 147. Vielmur-sur-Agout (81315)       | 148. Villeneuve-lès-Lavaur (81318)        |
| 149. Viterbe (81323)                 | 150. Viviers-lès-Lavaur (81324)      | 151. Viviers-lès-Montagnes (81325)   |                                           |

## Ehemalige Gemeinden seit der landesweiten Neuordnung der Kantone
bis 2015: Castelnau-de-Brassac, Ferrières, Le Margnès